# Horace (Vorname)
Horace (englisch bzw. französisch für Horatius) ist ein männlicher Vorname.

## Namensträger
- Horace Newton Allen (1858–1932), US-amerikanischer Arzt, Missionar und Diplomat in Korea
- Horace Andy (* 1951), jamaikanischer Sänger
- Horace Ashenfelter (1923–2018), US-amerikanischer Leichtathlet
- Horace Austin (1831–1905), US-amerikanischer Politiker
- Horace Welcome Babcock (1912–2003), US-amerikanischer Astronom
- Horace Bailey (1881–1960), englischer Fußballspieler
- Horace Brodzky (1885–1969), australischer Künstler
- Horace Tabberer Brown (1848–1925), britischer Chemiker
- Horace Busby (1924–2000), amerikanischer Publizist, Redenschreiber, Berater und Experte für Öffentlichkeitsarbeit
- Horace Byatt (1875–1933), britischer Kolonialgouverneur von Tanganjika und Trinidad und Tobago
- Horace Chilton (1853–1932), US-amerikanischer Politiker
- Horace Crocicchia (1888–1976), französischer Kolonialbeamter
- Horace Darwin (1851–1928), britischer Bauingenieur
- Horace Edouard Davinet (1839–1922), französischer Architekt
- Horace-Bénédict de Saussure (1740–1799), Schweizer Naturforscher
- Horace Elgin Dodge (1888–1920), US-amerikanischer Automobilhersteller
- Horace Enea (1941–2009), US-amerikanischer Informatiker
- Horace Engdahl (* 1948), schwedischer Schriftsteller
- Horace Eubanks (1894–1948), US-amerikanischer Jazzmusiker
- Horace Fletcher (1849–1919), US-amerikanischer Ernährungswissenschaftler
- Horace Howard Furness (1833–1912), bedeutender US-amerikanische Shakespeare-Gelehrter
- Horace Gould (1921–1968), britischer Rennfahrer
- Horace Grant (* 1965), US-amerikanischer Basketballspieler
- Horace Greeley (1811–1872), US-amerikanischer Zeitungsverleger und Politiker
- Horace Heidt (1901–1986), US-amerikanischer Big-Band-Leader, Pianist und Entertainer
- Horace Hood (1870–1916), britischer Admiral
- Horace Jones (1819–1887), britischer Architekt
- Horace Kallen (1882–1974), US-amerikanischer Philosoph
- Horace King (1901–1986), britischer Politiker
- Horace Lamb (1849–1934), britischer Mathematiker und Physiker
- Horace Lapp (1904–1986), kanadischer Pianist, Organist, Dirigent und Komponist
- Horace Mann (1796–1859), US-amerikanischer Bildungsreformer
- Horace Mann junior (1844–1868), US-amerikanischer Botaniker
- Horace McMahon (1906–1971), US-amerikanischer Schauspieler
- Horace Micheli (1866–1931), Schweizer Journalist, Herausgeber und Politiker
- Horace „Steady“ Nelson (1913–1988), US-amerikanischer Jazztrompeter
- Horace Ott (* 1933), US-amerikanischer Musiker, Arrangeur, Komponist und Produzent
- Horace Parlan (1931–2017), US-amerikanischer Jazzpianist
- Horace Pippin (1888–1946), US-amerikanischer Maler
- Horace Rice (1872–1950), australischer Tennisspieler
- Horace Ridler (1892–1969), britischer Schausteller
- Horace Bénédict de Saussure (1740–1799), Genfer Naturforscher
- Horace-François Sébastiani (1772–1851), französischer General
- Horace Silver (1928–2014), US-amerikanischer Jazzpianist und -komponist
- Horace Smirk (1902–1991), britischer Mediziner
- Horace Smith-Dorrien (1858–1930), britischer General und Armeebefehlshaber im Ersten Weltkrieg sowie Gouverneur von Gibraltar
- Horace Tapscott (1934–1999), US-amerikanischer Jazz-Pianist
- Horace Mann Towner (1855–1937), US-amerikanischer Politiker
- Horace Trumbauer (1868–1938), US-amerikanischer Architekt
- Horace Parnell Tuttle (1837–1923), US-amerikanischer Astronom
- Horace Vernet (1789–1863), französischer Maler und Lithograf
- Horace Walker (1838–1908), britischer Alpinist
- Horace Walpole, 4. Earl of Orford (1717–1797), britischer Schriftsteller und Politiker
- Horace Wells (1815–1848), US-amerikanischer Mediziner